# Cristina Husmark Pehrsson

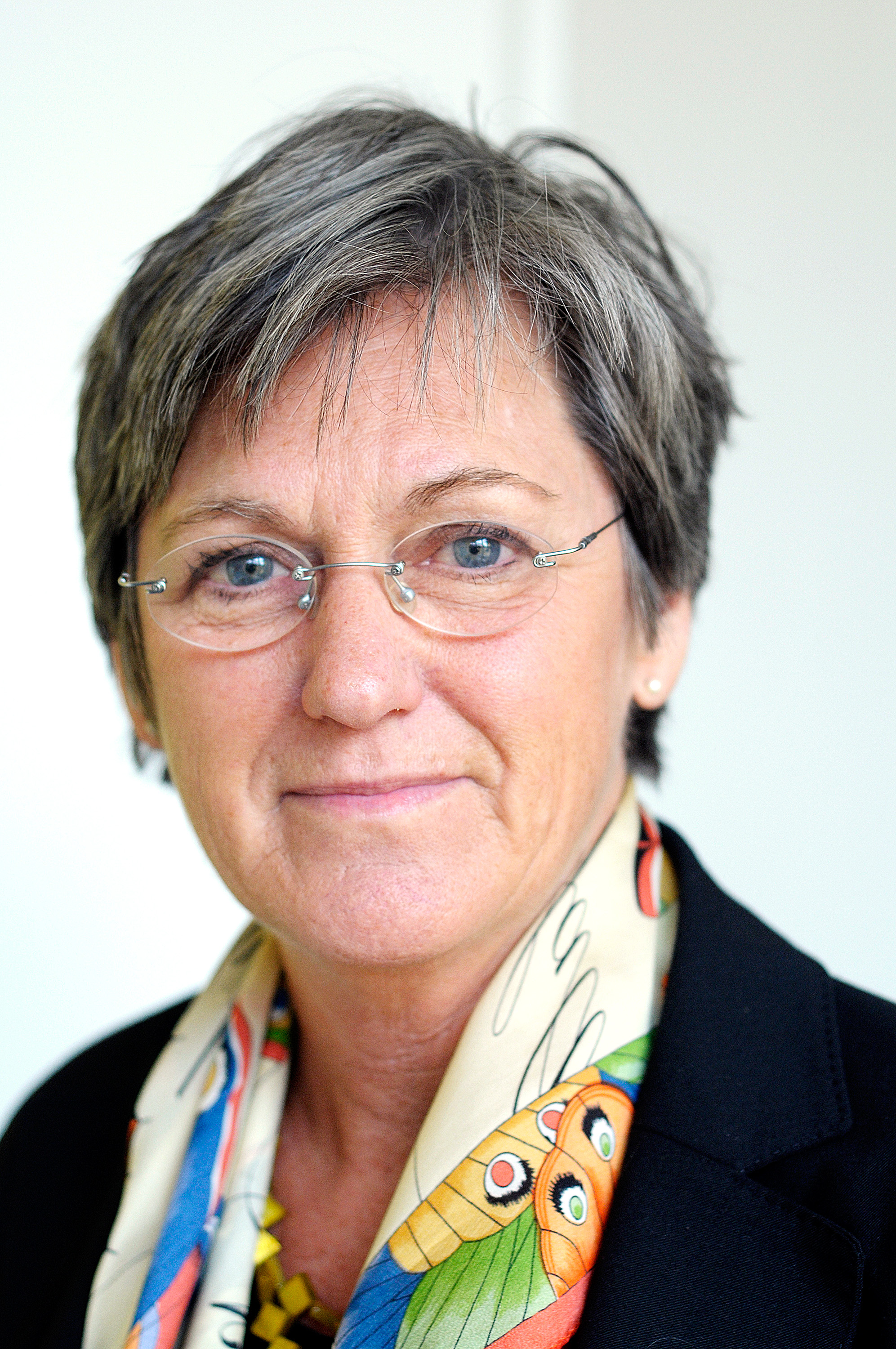
Cristina Husmark Pehrsson (2008)

Cristina Husmark Pehrsson (* 15. April 1947 in Uddevalla) ist eine schwedische Politikerin. Von Oktober 2006 bis Oktober 2010 war sie Ministerin für Sozialversicherungsfragen. Sie ist verheiratet und hat drei Kinder.
Cristina Husmark Pehrsson schloss nach der Schule 1969 eine Ausbildung zur Krankenschwester in Lund ab und übte diesen Beruf danach aus. In den 1970er-Jahren trat sie der Moderata samlingspartiet bei. Zunächst engagierte sie sich auf Gemeindeebene, bevor sie 1994 in den Landsting gewählt wurde und schließlich 1998 als Abgeordnete in den Reichstag einzog. Sie beschäftigte sich dort vor allem mit Sozialfragen. Nach dem Sieg der bürgerlichen Allianz für Schweden bei der Reichstagswahl 2006 wurde sie als Ministerin für Sozialversicherungsfragen im Sozialministerium (socialförsäkringsminister) in die Regierung von Ministerpräsident Reinfeldt berufen. Diese Position hatte sie bis zu ihrem Rücktritt im Oktober des Jahres 2010 inne.